# Tân Hiệp, Yên Thế
Tân Hiệp là một xã thuộc huyện Yên Thế, tỉnh Bắc Giang, Việt Nam.

## Địa lý
Xã Tân Hiệp có diện tích 16,24 km², dân số năm 2023 là 8.690 người, mật độ dân số đạt 535 người/km².

## Lịch sử
Ngày 28 tháng 9 năm 2024, Ủy ban Thường vụ Quốc hội ban hành Nghị quyết số 1191/NQ-UBTVQH15 về việc sắp xếp đơn vị hành chính cấp huyện, cấp xã của tỉnh Bắc Giang giai đoạn 2023 – 2025 (nghị quyết có hiệu lực từ ngày 1 tháng 1 năm 2025). Theo đó, sáp nhập toàn bộ 8,58 km² diện tích tự nhiên và quy mô dân số là 4.084 người của xã Tam Hiệp vào xã Tân Hiệp.
Xã Tân Hiệp có 16,24 km² diện tích tự nhiên và quy mô dân số là 8.690 người.